# Инцидент в Намамуги

Японская гравюра на дереве XIX века, изображающая инцидент. В центре — Чарльз Леннокс Ричардсон

Инцидент в Намамуги (также иногда называется «инцидент в Канагаве») — нападение японских самураев на британских граждан в Японии 14 сентября 1862 года, которое произошло через неделю после первого прибытия британского дипломата Эрнеста Сатова в Японию. Отказ клана Сацума реагировать на требования компенсации с британской стороны привёл к бомбардировке Кагосимы в августе 1863 года. В японской историографии бомбардировка называется «война между Соединённым Королевством и областью Сацума» (англо-сацумская война).

## Ход событий
Четверо британских подданных (шанхайский купец Чарльз Леннокс Ричардсон, два иокогамских купца — Вудхорп Чарльз Кларк и Уильям Маршалл — и Маргарет Уотсон Боррадейл) путешествовали по дороге Токайдо через деревню Намамуги (ныне часть района Цуруми, Иокогама) к храму Кавасаки Дайси на территории современного города Кавасаки. Группа отправилась из бывшей договорным портом Иокогамы в 2:30 пополудни на лодке, пересекла акваторию порта Иокогама и прибыла в деревню Канагава, чтобы взять там своих лошадей, которые были направлены туда заранее.
Когда они следовали на север через деревню Намамуги, они столкнулись с большой вооружённой свитой Симадзу Хисамицу, регента Симадзу Тадаёси, даймё Сацумы, направлявшейся в противоположном направлении. Группа продолжала двигаться по обочине дороги, не спешиваясь, пока не достигла основной части процессии, которая занимала дорогу во всю ширину. В Японии самурай имел законное право убить на месте любого, кто проявил к нему неуважение. Однако это не касалось британских граждан, которые были защищены экстерриториальностью по англо-японскому договору о дружбе. Ричардсон, глава группы британцев, ехал слишком близко к процессии и не спешился, несмотря на неоднократные указания жестами со стороны японцев, и в итоге был атакован одним из телохранителей Сацумы. Двое других мужчин были серьёзно ранены (Борродейл не пострадала), после чего они помчались прочь так быстро, как могли. Ричардсон в итоге упал с лошади и был смертельно ранен. Хисамицу отдал приказ нанести ему тодомэ — «смертельный удар». Несколько самураев принялись рубить и колоть Ричардсона мечами и копьями. Вскрытие его тела показало нанесение ему десяти смертельных ран. Позже в японских донесениях Ричардсон обвинялся в том, что он продолжал ехать в середине дороги и даже пытался вклиниться между паланкином Хисамицу и его телохранителями. Дядя Ричардсона, как сообщается, не был удивлён кончиной своего племянника и винил его за безрассудство и упрямство. Фредерик Райт-Брюс, британский посланник в Китае, вспоминал Ричардсона как высокомерного авантюриста. Могила Ричардсона находится на иностранном кладбище Иокогамы в Яматэ, между позднейшими могилами Маршалла и Кларка.
Случай с Евгением ван Ридом, который спешился и склонился перед процессией даймё, был взят на вооружение сторонниками Симадзу, которые позже заявили, что причиной инцидента стало наглое поведение британцев (которые не спешились). Поведение ван Рида, однако, потрясло западное сообщество, которое считало, что европейцы должны держать себя с достоинством перед японцами, ведя себя по меньшей мере как равные с любыми японцами. Впоследствии также утверждалось что, будучи в Китае, Ричардсон во время поездок на лошади бил кнутом китайцев. Согласно выпуску иокогамской газеты Japan Herald от 16 сентября 1862 года, перед инцидентом Ричардсон заявил: «я знаю, как обращаться с этими людьми».

## Последствия
Этот инцидент вызвал панику в иностранном сообществе в Японии, которое существовало в районе Йокогамы Каннай. Многие торговцы обратились к своим правительствам с просьбами принять карательные меры против Японии. Великобритания потребовала компенсации от правительства (100 000 фунтов, в конечном итоге выплаченные) и от даймё Сацумы (а также ареста, суда и казни преступников, что никогда так и не было сделано). Сацума отказалась, и Великобритания в конечном итоге год спустя предприняла атаку их владений, которую впоследствии назвали в Японии Англо-сацумской войной.
Британская эскадра прибыла в Кагосиму, столицу области Сацума, с требованием компенсации за инцидент в Намамуги. Вновь получив отказ, они захватили несколько судов Сацума в качестве заложников до осуществления платежа, после чего были неожиданно обстреляны фортами Сацумы. Эскадра ответила огнём, и началась бомбардировка Кагосимы. Она унесла жизни пяти жителей столицы Сацума (которые в значительной степени были эвакуированы перед внезапным нападением на английскую эскадру) и 11 британцев (в том числе одним пушечным выстрелом были убиты капитан и коммандер британского флагмана HMS Euryalus). Материальный ущерб был куда более существенным: в Кагосиме сгорело около 500 домов, были затоплены три сацумских парохода. Конфликт вызвал много споров в британской Палате общин, но действия вице-адмирала Августа Леопольда Купера были в конечном счёте ею одобрены. В 1864 году Купер был произведён в Рыцари-командоры ордена Бани «за его заслуги при Кагосиме».
Представители клана Сацума были поражены подавляющим превосходством Королевского флота и в результате начали искать возможности установления торговых отношений с Англией. В том же году они заплатили 25 000 фунтов (16 000 000 фунтов по курсу 2011 года) компенсации, которые требовало британское правительство, заняв (но так и не погасив долг) деньги у бакуфу — сёгунского правительства, которое существовало затем всего лишь пять лет, прежде чем было свергнуто в ходе революции Мэйдзи.
Инцидент стал основой для романа Джеймса Клевелла «Гайдзин».